# Briny Breezes
Briny Breezes is een plaats (town) in de Amerikaanse staat Florida, en valt bestuurlijk gezien onder Palm Beach County.

## Demografie
Bij de volkstelling in 2000 werd het aantal inwoners vastgesteld op 411.
In 2006 is het aantal inwoners door het United States Census Bureau geschat op 407, een daling van 4 (-1,0%).

## Geografie
Volgens het United States Census Bureau beslaat de plaats een oppervlakte van
0,3 km², waarvan 0,2 km² land en 0,1 km² water.

## Plaatsen in de nabije omgeving
De onderstaande figuur toont nabijgelegen plaatsen in een straal van 8 km rond Briny Breezes.